# Kędzierzyn (Kędzierzyn-Koźle)
Kędzierzyn (niem. Kandrzin) – centralna część miasta Kędzierzyn-Koźle (województwo opolskie).
W latach 1945–51 siedziba wiejskiej gminy Kędzierzyn. W latach 1951–1975 samodzielne miasto, które po jego zwiększeniu 30 października 1975 przemianowano 3 listopada 1975 na Kędzierzyn-Koźle.

## Historia
W 1283 wydano zezwolenie na lokowanie wsi Kędzierzyn na prawie niemieckim. W latach 1283–1355 znajdowała się w granicach księstwa kozielsko-bytomskiego (Piastowie śląscy).
10 stycznia 1289 książę Kazimierz bytomski jako pierwszy z książąt śląskich złożył w Pradze hołd lenny królowi czeskiemu Wacławowi II.
W 1526 powiat kozielski przeszedł pod zwierzchnictwem Habsburgów.
W 1741 podczas wojny o sukcesję austriacką powiat kozielski został zdobyty przez wojsko Królestwa Prus.
W 1783 Kędzierzyn liczył 166 mieszkańców.

### Rozwój gospodarczy
W latach 1792–1821 wybudowano Kanał Kłodnicki, który pobudził rozwój gospodarczy okolic Koźla. W 1845 uruchomiono linię kolejową Opole – Gliwice (stacja kolejowa w Kędzierzynie nazywała się wówczas Koźle-Kędzierzyn). Przyśpieszyło to rozwój gospodarczy całego regionu. W 1846 uruchomiono połączenie kolejowe z Raciborzem, a w latach 1875–1876 połączenie kolejowe z Nysą. W ten sposób Kędzierzyn bardzo szybko rozwinął się z wioski w osiedle dla pracowników kolei i transportu wodnego.
| Liczba ludności w miejscowości | 1845 | 1855 | 1861 |
| ------------------------------ | ---- | ---- | ---- |
| Pogorzelec (Pogorzelletz)      | 365  | 621  | 810  |

W latach 1880–1890 wybudowano most nadziemny nad torami.

### Wzrost znaczenia Kędzierzyna
W 1902 rozrastający się Kędzierzyn wchłonął wioskę Pogorzelec. W 1910 w Kędzierzynie żyło już 3552 mieszkańców.
W 1915 w Kędzierzynie wybudowano nowy dworzec kolejowy.
8 grudnia 1918 Górnoślązacy przedstawili w Kędzierzynie pomysł utworzenia śląskiej autonomii w ramach państwa pruskiego.
9 listopada 1919 władze niemieckie przeprowadziły na Górnym Śląsku wybory komunalne. W powiecie kozielskim strona polska zdobyła w Kędzierzynie 2 z 12 mandatów.

### Plebiscyt i III powstanie śląskie

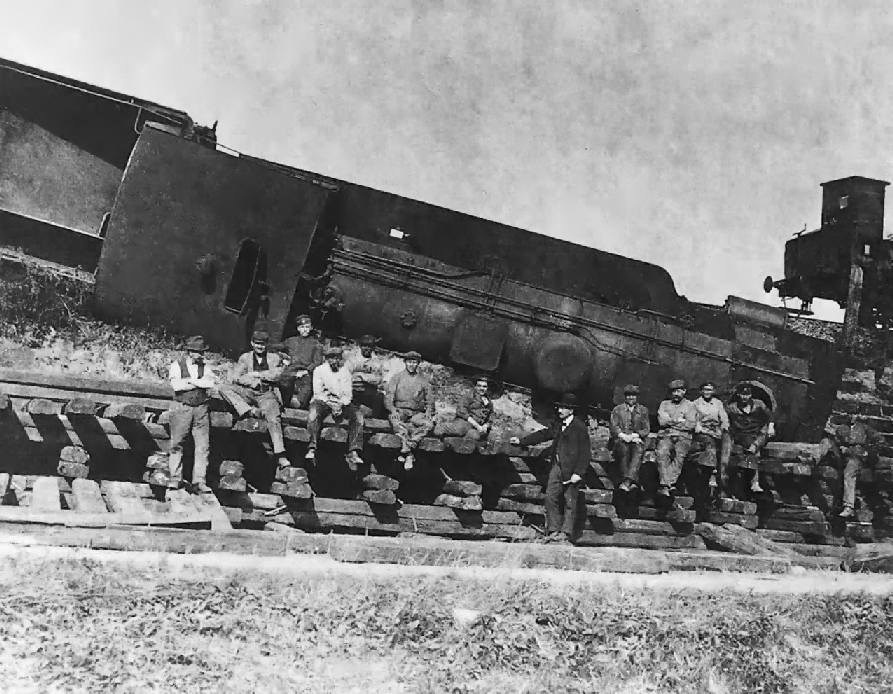
Pociąg wykolejony przez powstańców pod Kędzierzynem

W 1910 roku 1180 mieszkańców mówiło w języku polskim, 347 w językach polskim i niemieckim, natomiast 2495 osób posługiwało się jedynie językiem niemieckim. W wyborach komunalnych w listopadzie 1919 roku 225 głosów oddano na kandydatów z list polskich, którzy zdobyli łącznie 2 z 12 mandatów. Podczas plebiscytu w mieście uprawnionych do głosowania było 2425 mieszkańców (w tym 379 emigrantów). Za Polską głosowało 399 osób, za Niemcami 2003 osoby. 
Na samym początku III powstania śląskiego 3 maja 1921 polscy powstańcy zajęli na kilka godzin miasto i dworzec kolejowy w Kędzierzynie, nie zdołali jednak utrzymać swoich pozycji. Miejscowość była miejscem ześrodkowania głównych sił niemieckich. 6 maja 1921 Naczelna Komenda Wojsk Powstańczych rozkazała dwóm pułkom rozpocząć natarcie z zadaniem zajęcia Kędzierzyna. Z Sośnicowic wyruszył 2 pułk piechoty wojsk powstańczych im. T. Kościuszki dowodzony przez kpt. Pawła Cymsa. Rozpoczął on ciężkie walki usiłując przedrzeć się do Kędzierzyna od strony Bierawy, Starego Koźla i Pogorzelca. Równocześnie z Łabęd wyruszył 1 katowicki pułk piechoty im. J. Piłsudskiego dowodzony przez ppor. W. Fojkisa.
9 maja 1921 nacierające od wschodu siły ppor. W. Fojkisa zdobyły wieczorem Kędzierzyn, wraz z dworcem kolejowym, bronionym przez żołnierzy włoskich. Do szczególnie ciężkich walk doszło w Lenartowicach i Brzeźcach. W rejonie Kędzierzyna toczył się największe walki w ramach III powstania śląskiego.
4 czerwca 1921 niemieckie oddziały przeszły do kontrofensywy, zdobywając Koźle-Port, Kłodnicę i Kędzierzyn. Tego dnia, wycofujący się powstańcy wysadzili most kolejowy, by utrudnić ruchy wojsk niemieckich.
W lipcu 1922 powiat kozielski został oficjalnie przekazany administracji niemieckiej i włączony do Niemiec.
| Liczba ludności w miejscowości                | 1910  | 1925  |
| --------------------------------------------- | ----- | ----- |
| Kędzierzyn/Pogorzelec (Kandrzin/Pogorzelletz) | 4.024 | 5.471 |

### III Rzesza
W latach 1933–1937 naziści przeprowadzili na Śląsku akcję usuwania nazw geograficznych posiadających niegermańską (zwykle słowiańską) etymologię. Z tego powodu w 1934 słowiańsko brzmiący Kandrzin zmienił nazwę na Heydebreck, upamiętniając w ten sposób dowódcę oddziału Freikorpsu z okresu powstań śląskich.
W ramach rozpoczętej przez nazistów walki z bezrobociem podjęto budowę Kanału Gliwickiego (lata 1934–1938), który połączył Gliwice z Koźlem-Port. W latach 1934–1936 wybudowano linię kolejową Kędzierzyn-Strzelce Opolskie. Rozwój gospodarczy sprzyjał wzrostowi liczebności mieszkańców.
| Liczba ludności w miejscowości            | 1929  | 1935  | 1939  | 1941  |
| ----------------------------------------- | ----- | ----- | ----- | ----- |
| Kędzierzyn (Kandrzin, od 1934 Heydebreck) | 5.003 | 6.372 | 6.308 | 6.125 |

### Polska Ludowa
31 stycznia 1945 Armia Czerwona zajęła Kędzierzyn. Na terenie miasta funkcjonował obóz specjalny NKWD. 21 marca 1945 rozpoczęło się przejmowanie od Armii Czerwonej obiektów gospodarczych w powiecie kozielskim.
Do Kędzierzyna repatriowano około 600 Polaków z Lupeni.
Na początku 1946 w Kędzierzynie mieszkało 4866 osób.
W 1948 rząd podjął decyzję o wybudowaniu w Kędzierzynie trzeciej w kraju obok Chorzowa i Tarnowa fabryki nawozów sztucznych. Fabryka otrzymała nazwę: Zakłady Przemysłu Azotowego „Kędzierzyn”. Pierwszą produkcję chemikaliów uruchomiono w październiku 1949. Kędzierzyn przestał być „miastem kolejarzy” na rzecz „miasta chemików”.
2 marca 1951 Kędzierzyn otrzymał prawa miejskie.
| Ludność miejscowości według spisu powszechnego | 1950  | 1960   | 1970   |
| ---------------------------------------------- | ----- | ------ | ------ |
| Kędzierzyn                                     | 9.824 | 20.446 | 32.400 |

Dla potrzeb nowych pracowników rozbudowywanych zakładów chemicznych w 1953 rozpoczęto budowę nowych domów mieszkalnych na wznoszonym osiedlu im. M. Buczka (na południe od Śródmieścia).
1 stycznia 1973 do Kędzierzyna przyłączono Blachownię.

### Kędzierzyn-Koźle
30 października 1975 nastąpiło połączenie miast Koźla, Kędzierzyna, Kłodnicy i Sławięcice oraz 3 wsi (Lenartowic, Miejsca Kłodnickiego i Cisowej) wchodzących w skład gminy Sławięcice – początek dzisiejszego miasta Kędzierzyn-Koźle.

## Gospodarka

### Największe przedsiębiorstwa
- Zakłady Azotowe Kędzierzyn S.A. – przedsiębiorstwo chemiczne
- Brenntag Polska. Sp. z o.o. – dystrybutor surowców chemicznych dla przemysłu

### Handel
W Kędzierzynie znajdują się sklepy sieci: Biedronka, Lidl, Żabka, E.Leclerc i Lewiatan, a także Carrefour, Kaufland, Groszek oraz Castorama.

## Transport
Przez Kędzierzyn przebiega droga krajowa: 40.

### Komunikacja miejska
Miejski Zakład Komunikacyjny w Kędzierzynie-Koźlu posiada w dzielnicy Kędzierzyn 16 przystanków autobusowych: Kędzierzyn Dworzec PKP, K. Miarki, Bank PKO, Ratusz, Pionierów, W. Polskiego Hala Sportowa, W. Polskiego „Arka”, W. Polskiego, Komenda Policji, Szkoła podstawowa 6, 1 Maja I, Restauracja „Kosmos”, Gazownia, Grunwaldzka I, Spółdzielnia Inparco, Stalmacha.

### Transport kolejowy
Kędzierzyn-Koźle leży na trasie ważnych linii o znaczeniu krajowym i międzynarodowym. W Kędzierzynie znajduje się główny dworzec kolejowy miasta:
- Dworzec Główny – jest to jedna z największych stacji kolejowych w województwie opolskim.

## Kultura
- W Kędzierzynie działają domy kultury.
  - RSM „Chemik” (ul. 9 Maja 6). Działa tutaj Klub Tańca Towarzyskiego „Czar Par”, Klub Tańca Współczesnego oraz klub szachowy. Oferuje dostęp do licznych seminariów, spotkań, zajęć ruchowych dla kobiet oraz siłowni.
  - Dom Kultury „Chemik” (al. Jana Pawła II 27).
- W Śródmieściu znajdują się:
  - Filia nr 5 (ul. Damrota 32) Miejskiej Biblioteki Publicznej w Kędzierzynie-Koźlu.
  - Filia nr 12 (Al. Jana Pawła II 27) Miejskiej Biblioteki Publicznej w Kędzierzynie-Koźlu.

### Kina

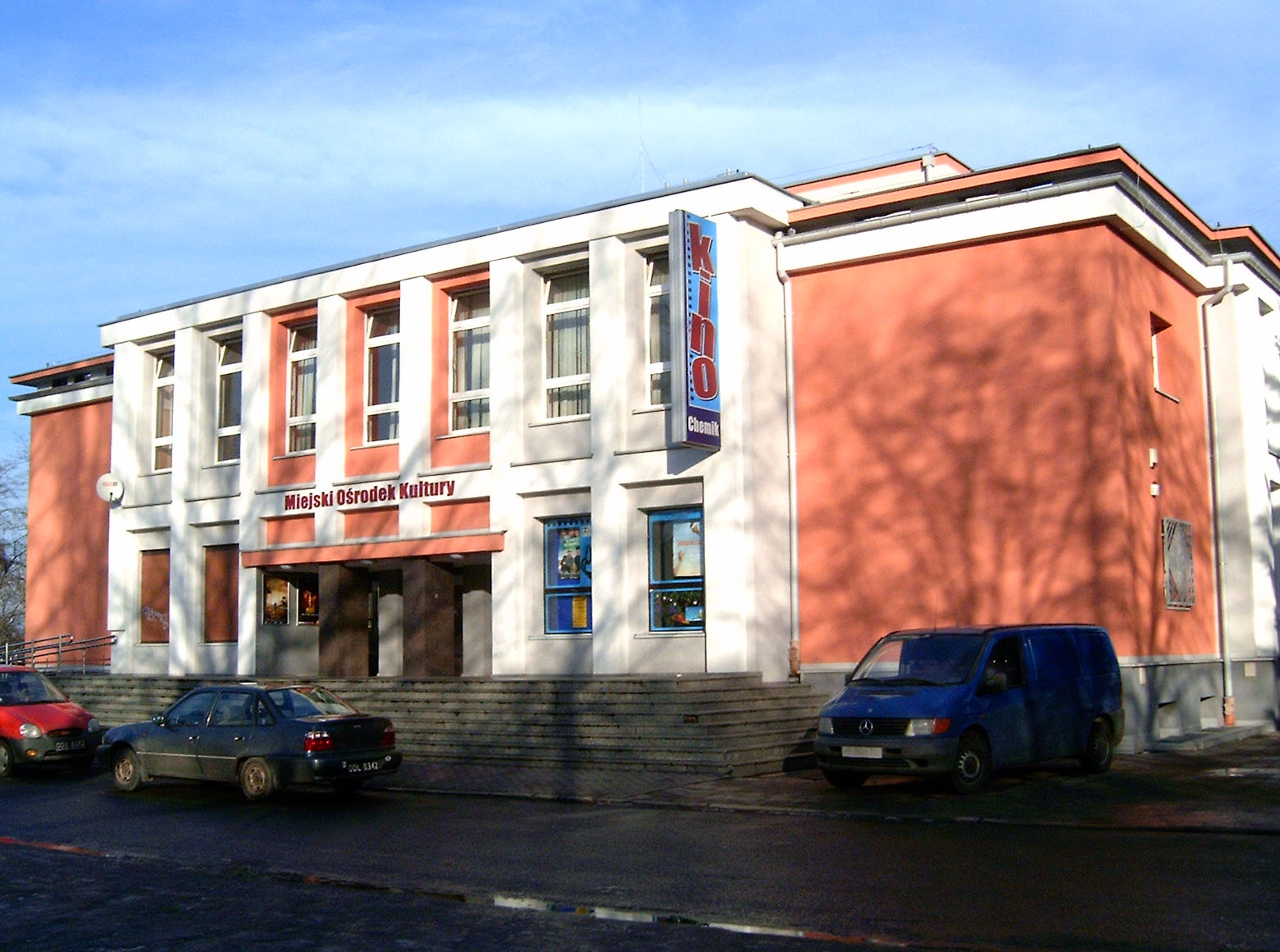
Dom Kultury i Kino „Chemik”

- Kino „Chemik” posiada system dźwiękowy Dolby Digital Surround Ex. Obiekt przystosowany jest do obsługi osób niepełnosprawnych[16]
- Kino „Twierdza” zlokalizowane w Domu Kultury Koźle
- Kino „Helios” zlokalizowane w galerii „Odrzańskie Ogrody"

## Oświata
- Publiczna Szkoła Podstawowa nr 1 im. Powstańców Śląskich, ul. Kościelna 19
- Publiczna Szkoła Podstawowa nr 6 im. Marii Skłodowskiej-Curie, ul. Stalmacha 20
- Publiczna Szkoła Podstawowa nr 4, ul. Kozielska
- Publiczna Szkoła Podstawowa nr 11, os. Pogorzelec Płd.
- Publiczna Szkoła Podstawowa nr 19 im. Bronisława Malinowskiego, ul. Mieszka I 4
- Publiczna Sportowa Szkoła Podstawowa nr 9 im. Jurija Gagarina, ul. Gagarina 3
- Publiczne Gimnazjum nr 4, ul 1 Maja 3
- Publiczne Sportowe Gimnazjum nr 5 im. Polskich Olimpijczyków, ul. Mieszka I 4
- II Liceum Ogólnokształcące, ul. Matejki 19
- I Liceum Ogólnokształcące, ul. Piramowicza 36

## Kościoły i związki wyznaniowe
- Rzymskokatolicka parafia św. Mikołaja, ul. dr. Judyma 1
- Rzymskokatolicka parafia Ducha Św. i NMP, ul. Krzywoustego/al. Lisa
- Prawosławna parafia Ikony Bogurodzicy „Wszystkich Strapionych Radości”, ul. Kościelna 11.
- Kościół Ewangelicko-Augsburski, ul. Głowackiego 17 – jest to filia zboru w Zabrzu.
- Kościół Adwentystów Dnia Siódmego – Dom Modlitwy, ul. Grunwaldzka 29.

## Sport

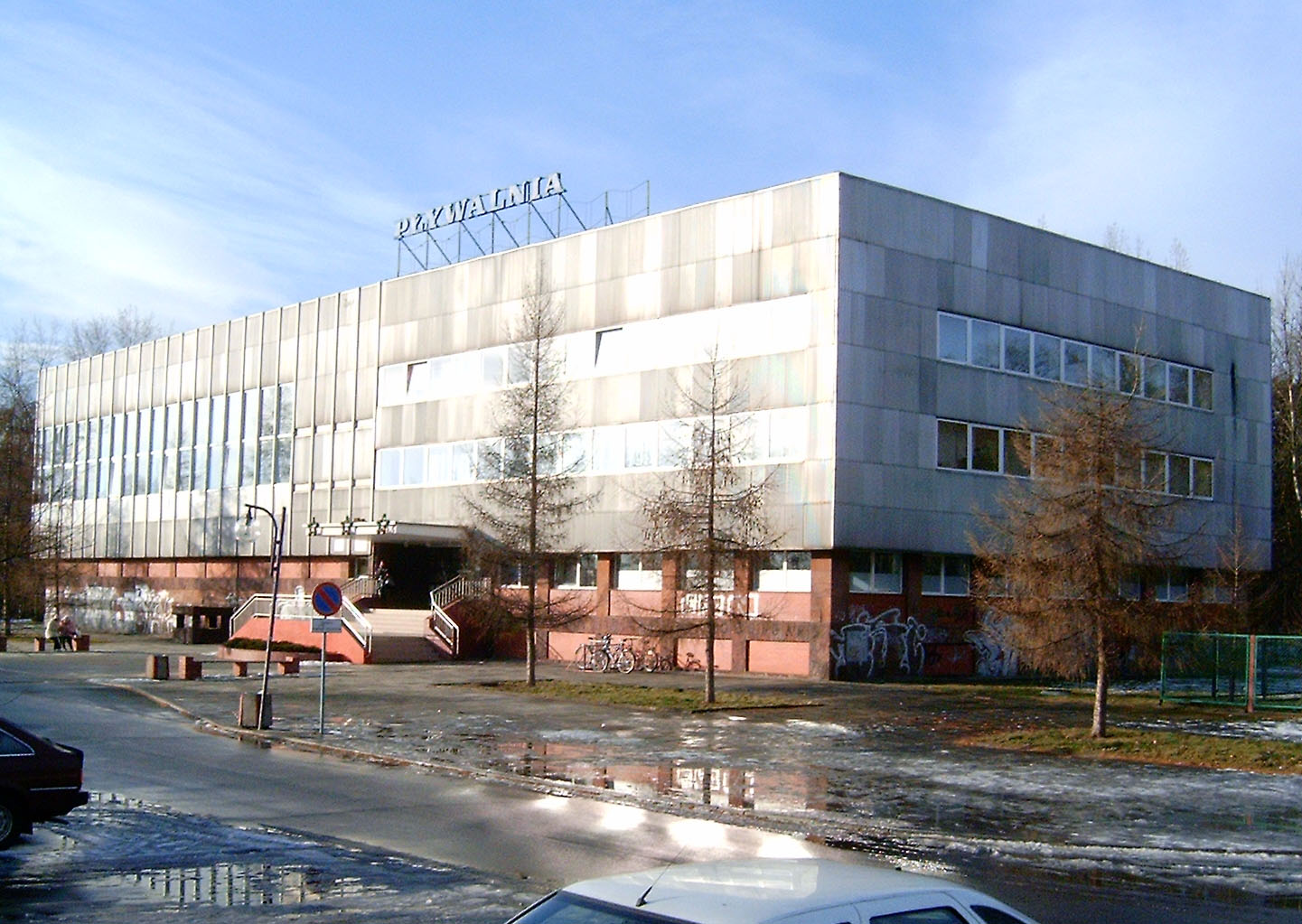
Kryta pływalnia w Kędzierzynie

- Hala widowiskowo-sportowa (al. Jana Pawła II 29) – wykorzystywany do szkolenia w piłce siatkowej oraz do przeprowadzenia imprez sportowych, rekreacyjnych, kulturalnych i innych.
- Kryta pływalnia (al. Jana Pawła II 31) – wykorzystywany jest do zajęć objętych programem nauczania w szkołach, treningów i organizacji zawodów o randze do poziomu Mistrzostw Polski, indywidualnej i grupowej nauki pływania, rekreacji, rehabilitacji, szkoleń WOPR.
- Hala widowiskowo-sportowa na Azotach.

## Zabytki
- Cmentarz wojenny Armii Radzieckiej (ul. Jana Pawła II);
- Kościół ewangelicko-augsburski (ul. Głowackiego 17);
- Kościół pw. św. Mikołaja (ul. Judyma);
- Syfon w Lenartowicach (ul. Nowowiejska), gdzie rzeka Kłodnica przepływa pod Kanałem Gliwickim.

## Władze miasta
Przewodniczący prezydium miejskiej rady narodowej, od 1972 naczelnicy miasta:
- Józef Ogiński
- Franciszek Dejnega
- Ryszard Sadłucki
- Eugeniusz Apostolski
- Stanisław Biernat

Dalej patrz Kędzierzyn-Koźle.

## Służba zdrowia
- Szpital (ul. Judyma) – pulmonologia, geriatria, neurologia, dermatologia.

## Służby mundurowe

### Policja
Komenda Powiatowa Policji w Kędzierzynie-Koźlu.